# Місіонери
«Місіонери» (рос. Миссионеры) — фантастична повість Євгена та Любові Лукіних, вперше опублікована 1989 року.

## Сюжет
Минуло понад 60 років з тих пір, як декілька молодих людей потрапили через прохід в просторі-часі на архіпелаг десь в океані, населений первісними племенами. Ці племена ніколи не зустрічалися з європейською цивілізацією та зберегли свою самобутність. Прибульці зробили помилковий висновок, що потрапили в минуле Полінезійських островів, і вирішили підготувати остров'ян до неминучої зустрічі з жорстокими європейськими місіонерами, просувати свою віру вогнем і мечем.
Проходить час, і європейські місіонери все-таки прибули до островів на декількох каравелах. Острови, розділені на дві ворожі держави («вечірніх» і «ранкових»), накопичили величезні запаси озброєнь та знаходяться напередодні війни, після якої на архіпелазі не залишиться нікого і нічого. Прибуття європейців призвело до об'єднання остров'ян. І тепер європейців, мушкети яких протистоять вже не списи й бумеранги, а ракетна зброя, авіаносці і напалм, очікує напад з боку жорстоких, прагматичних і технічно перевершують їх остров'ян. Вторгнення в Європу неминуче.

## Цікаві факти
- Поняття «місіонери» в повісті стосується як прибульців з майбутнього, так і до християн та корпусу місіонерів серед самих остров'ян.
- Повість входить до складу трилогії «Місіонери», «Розбійницький злий місяць» та «Сліпі поводирі».

## Нагороди
У 1990 на Євроконі у французькому місті Фаєнс подружжя Лукиних, які презентували цю повість, отримали заохочувальну премію (англ. Encouragement Award).

## Рецензії
- Всеволод Мартыненко. Реконкиста // Журнал «Чудеса и диковины». — Алма-Ата, 1992. — № 1 (0).
- Ю. Астров-Зацарицынский. Пропажа героя. Островная империя в неожиданном ракурсе (о трилогии «Миссионеры», «Разбойничья злая луна» и «Слепые поводыри») // Рассказы и статьи. — Волгоград : Волгакон-2001, 2001.
- Василий Владимирский (2000, сентябрь). «Не возвращайтесь по следам своим…» Рецензия на сборник Евгения Лукина «Слепые поводыри». Архів оригіналу за 4 березня 2016. Процитовано 28 жовтня 2011. ... звістка про те, що Лукін взявся-таки за давно задуманий приквел «Місіонерів», я сприйняв скептично. Надто вже гарні вони в своїй класичній завершеності, надто вже самоцінні. Така собі «річ у собі». Тут все на місці, навіть начебто відкритий фінал, — ні додати, ні відняти.

## Видання
- журнал «Искатель» 1989’6
- Восьмой виток спирали. — М. : Молодая гвардия, 1990. — 64 с. — («Румбы фантастики») — 75000 прим. — ISBN 5-235-01861-3.
- Миссионеры. — Алма-Ата : Гылым, 1991. — 320 с. — ISBN 5-628-01055-3.
- Е. Лукин. Там, за Ахероном. — М. : Локид, 1995. — 320 с. — (Современная российская фантастика) — 52000 прим. — ISBN 5-320-00006-5.
- Е. Лукин. Разбойничья злая луна. — М., СПб : АСТ, Terra Fantastica, 1997. — 560 с. — (Звездный лабиринт) — 10000 прим. — ISBN 5-7921-0160-4 5-7841-0623-6.
- Е. Лукин. Слепые поводыри. — М. : АСТ, 2000. — 384 с. — (Звездный лабиринт) — 15000 прим. — ISBN 5-17-002684-6.
- Е. Лукин. Слепые поводыри. Миссионеры. Разбойничья злая луна. — М. : АСТ, ВЗОИ, 2004. — 672 с. — (Звездный лабиринт: коллекция) — 5000 прим. — ISBN 5-17-023023-0, 5-9602-0329-4.
- Е. Лукин. Благие намерения. — М. : АСТ, Люкс, 2005. — 992 с. — (Библиотека фантастики) — 3000 прим. — ISBN 5-17-029716-5, 5-9660-1344-6.